# Juan Antonio Jiménez
Juan Antonio Jiménez Cobo (ur. 11 maja 1959) – hiszpański jeździec sportowy, srebrny medalista olimpijski z Aten (2004).
Największe sukcesy odnosił w konkurencji dresażu. Zawody w 2004 były jego drugimi igrzyskami olimpijskimi, wcześniej startował w 2000. Po medal sięgnął w drużynie, wspólnie z nim tworzyli ją Beatriz Ferrer-Salat, Ignacio Rambla Algarín i Rafael Soto Andrade. Startował na koniu Guizo. Drużynowo był również brązowym medalistą mistrzostw świata w 2002, srebrnym (2003) i brązowym (2005) medalistą mistrzostw Europy.